# Олсен, Бен
Бенджамин Роберт «Бен» Олсен (англ. Benjamin Robert "Ben" Olsen; род. 3 мая 1977, Гаррисберг) — американский футболист, тренер. 10 лет был главным тренером клуба «Ди Си Юнайтед».
Большую часть профессиональной карьеры провёл, играя за «Ди Си Юнайтед» в MLS, за который начал выступать во время учёбы в колледже. За 12 сезонов в клубе он выиграл два Кубка MLS и ряд других кубков.

## Карьера

### Колледж
Играя три года за Виргинский университет, он отличился 31 раз и отдал 41 результативную передачу. В 1997 году был назван лучшим игроком колледжа по версии журнала Soccer America.

### Клубная карьера
По программе развития молодых футбольных талантов (Проект-40) 27 декабря 1997 года попал в «Ди Си Юнайтед». Выступая на позиции правого полузащитника, Олсен стал новичком года по версии MLS, забив 4 гола и отдав 8 передач. Следующий сезон он провёл ещё лучше. За 26 матчей он забил 5 голов и отдал 11 передач, тем самым помог клубу выиграть третий Кубок MLS, став MVP Кубка. Третий сезон также был начат удачно, но столкновение с вратарём «Чикаго Файр» Заком Торнтоном привело к травме лодыжки. Из-за этого он пропустил более половины сезона, отличившись за год всего одним голом и тремя передачами.
Оправившись от травмы лодыжки, Олсен был отдан в аренду в «Ноттингем Форест», играющий в Первом дивизионе. Он сразу же стал любимцем болельщиков. Но всем его надеждам на предложения из Европы не суждено было сбыться. Всему виной были травмы, из-за которых ему пришлось пропустить 18 месяцев.
Окончательно в «Ди Си Юнайтед» Олсен вернулся в 2003 году. За сезон он сделал 7 голевых передач и забил 5 мячей. Из-за травмы лодыжки, которая лишила его части скорости, ему пришлось стать центральным полузащитником. Но и здесь он сумел себя проявить, забив за последующие два сезона 5 мячей, при этом отдав 8 передач.
В 2007 году временно исполнял обязанности капитана команды, когда Морено выступал за сборную. 10 июня сделал свой первый хет-трик в карьере в матче против «Нью-Йорк Ред Буллз», который закончился со счётом 4:2 в пользу «Ди Си Юнайтед». Это сезон стал лучшим в его карьере. Он забил 7 мячей и отдал 7 голевых передач, войдя в XI лучших игроков сезона по версии MLS. В 2008 году его карьера была под угрозой из-за проблем с голеностопом. Но всё закончилось благополучно.
Отыграв следующий сезон, 20 ноября 2009 года объявил о своём уходе из профессионального футбола.

### Национальная сборная
Вскоре после того как Олсен стал лучшим молодым игроком сезона, он попал в национальную сборную США. Однако травмы помешали ему закрепиться в команде.
В 2005 году вместе с командой выиграл Золотой кубок КОНКАКАФ 2005.

### Тренерская карьера
Вскоре после ухода из большого футбола Олсен был назначен помощником главного тренера «Ди Си Юнайтед». В августе, после увольнения Оналфо, Олсен был назначен и. о. главного тренера. 29 ноября 2010 года стал главным тренером клуба.

## Личная жизнь
Олсен женат на Меган Шен, преподавателе средней школы. Пара обвенчалась в Негриле в декабре 2006 года.

## Достижения
Сборная США
- Победитель Золотого кубка КОНКАКАФ (1): 2005

Ди Си Юнайтед
- Чемпион MLS (обладатель Кубка MLS) (2): 1999, 2004
- Победитель регулярного чемпионата MLS (3): 1999, 2006, 2007
- Обладатель Открытого кубка США (1): 2008
- Обладатель Кубка чемпионов КОНКАКАФ (1): 1998
- Обладатель Межамериканского кубка (1): 1998

Индивидуальные призы
- Новичок года MLS (1): 1998
- MVP Кубка MLS (1): 1999